# 비스트 워즈 세컨드
비스트 워즈 세컨드는 아시 프로덕션에서 제작한 TV 애니메이션 시리즈이다. 1998년 4월 1일부터 1999년 1월 27일까지 TV 도쿄에서 총 43화로 방영되었다.
대한민국에서는 2001년 3월 14일부터 2001년 5월 16일까지 SBS에서 방영되었다.

## 줄거리
어느 소행성에서 SOS신호를 받은 콘보이와 아파치는 구조에 나서지만 콘보이는 소행성대의 폭발에 휘말려 행방불명이 된다.

## 등장인물
- 라이오 콘보이(성우 : 고다 호즈미 / 이정구)
- 아파치
- 스쿠버(성우 : 이규화)
- 다이버(성우 : / 이향숙(추정))
- 태즈매니아 키드
- 돌격원 빅혼
- 라이오 주니어
- 스카이워프
- 샌톤
- 매그나보스
- 이카드
- 인섹트론
- 조인트론
- 카피 콘보이
- 갈바트론(성우 : 김관철)
- 메가스톰(성우 : 김소형)
- 스타스크림(성우 : 안종덕)
- B.B.(성우 : 김영선)
- 아르테미스(성우 : 히구치 치에코 / 은영선(추정) / 크리스티나 발렌주엘라)
- 문(성우 : 타케우치 준코)

## 방영 에피소드
| 회차 | 부제                                               | 본 방송일        | 본 방송일       |
| 회차 | 부제                                               | 일본             | 대한민국        |
| ---- | -------------------------------------------------- | ---------------- | --------------- |
| 1화  | 새 군단 등장! (新軍団登場!)                        | 1998년 4월 1일   | 2001년 3월 14일 |
| 2화  | 흰 사자가 달리다! (白いライオン、走る!)            | 1998년 4월 8일   | 2001년 3월 15일 |
| 3화  | 빅혼의 분노 (ビッグホーンの怒り)                   | 1998년 4월 15일  | 2001년 3월 21일 |
| 4화  | 호수의 덫 (湖のワナ)                               | 1998년 4월 22일  | 2001년 3월 22일 |
| 5화  | 부활! 갈바트론 (復活ガルバトロン)                  | 1998년 4월 29일  | 2001년 3월 28일 |
| 6화  | 고대 유적의 수수께끼 (復活ガルバトロン)            | 1998년 5월 6일   | 2001년 3월 29일 |
| 7화  | 곤충군단이 나타나다! (昆虫軍団現わる!)             | 1998년 5월 13일  | 2001년 4월 4일  |
| 8화  | 위험! 곤충 로봇 (敵・味方?昆虫ロボ)                | 1998년 5월 20일  | 2001년 4월 5일  |
| 9화  | 최강의 태그 구성? (最強タッグ結成?)                | 1998년 5월 27일  | 2001년 4월 11일 |
| 10화 | 오토롤러즈 출격하라! (オートローラーズ出撃せよ!)   | 1998년 6월 3일   | 2001년 4월 12일 |
| 11화 | 위험! 시저보이 (危うし!シザーボーイ)               | 1998년 6월 10일  | 2001년 4월 18일 |
| 12화 | 갈바트론 대폭주!! (ガルバトロン大暴走!!)           | 1998년 6월 17일  | 2001년 4월 19일 |
| 13화 | 데스트론 총공격! (총집편) (デストロン総攻撃!)      | 1998년 6월 24일  | 2001년 4월 25일 |
| 14화 | 합체거인 트리플 다쿠스 (合体巨人トリプルダクス)    | 1998년 7월 1일   | 2001년 4월 26일 |
| 15화 | 쾌활한 조인트론 (陽気なジョイントロン)             | 1998년 7월 8일   | 2001년 5월 2일  |
| 16화 | 가공할만한 통합작전? (恐るべし合体作戦?)           | 1998년 7월 15일  | 2001년 5월 3일  |
| 17화 | 리더는 누구냐!? (リーダーは誰だ!?)                 | 1998년 7월 22일  | 2001년 5월 9일  |
| 18화 | 검은색 라이오 콘보이 (黒いライオコンボイ)          | 1998년 7월 29일  | 2001년 5월 10일 |
| 19화 | 우주해적 시콤즈! (宇宙海賊シーコンズ!)             | 1998년 8월 5일   | 2001년 5월 16일 |
| 20화 | 최강의 전사는 누구냐!? (총집편) (最強戦士は誰だ!?) | 1998년 8월 12일  | 미방송          |
| 21화 | 오장어 스쿠버 (イカしたスクーバ)                   | 1998년 8월 19일  | 미방송          |
| 22화 | 메가스톰의 계산 (メガストームの計算)               | 1998년 8월 26일  | 미방송          |
| 23화 | 바닷속의 대결 (海中の対決)                         | 1998년 9월 2일   | 미방송          |
| 24화 | 석양을 향해서 (夕陽に向かって)                     | 1998년 9월 9일   | 미방송          |
| 25화 | 마지막 싸움 (最後の戦い)                           | 1998년 9월 16일  | 미방송          |
| 26화 | 라이온 주니어가 등장하다 (ライオジュニア登場)      | 1998년 9월 23일  | 미방송          |
| 27화 | 신생 메가스톰 (新生メガストーム)                   | 1998년 9월 30일  | 미방송          |
| 28화 | 신무기 타코탱크 (新兵器タコタンク)                 | 1998년 10월 7일  | 미방송          |
| 29화 | 인공행성 네메시스 (총집편) (人工惑星ネメシス)      | 1998년 10월 14일 | 미방송          |
| 30화 | 기가스톰의 배신 (ギガストームの裏切り)             | 1998년 10월 21일 | 미방송          |
| 31화 | 스타스크림의 최후 (スタースクリームの最期)         | 1998년 10월 28일 | 미방송          |
| 32화 | 라이오 콘보이의 암살 계획 (ライオコンボイ暗殺計画) | 1998년 11월 4일  | 미방송          |
| 33화 | 앙골모아 냉동 대작전 (アンゴルモア冷凍大作戦)      | 1998년 11월 11일 | 미방송          |
| 34화 | 네메시스를 날아가라! (ネメシスをぶっ飛ばせ!)       | 1998년 11월 18일 | 미방송          |
| 35화 | 라이오 주니어의 반란! (ライオジュニアの反乱!)      | 1998년 11월 25일 | 미방송          |
| 36화 | 4번째 행성의 사자 (第四惑星の使者)                 | 1998년 12월 2일  | 미방송          |
| 37화 | 행성 가이아의 위기 (惑星ガイアの危機)              | 1998년 12월 9일  | 미방송          |
| 38화 | 뛰어 나가라! 행성 가이아 (飛び出せ!惑星ガイア)     | 1998년 12월 16일 | 미방송          |
| 39화 | 집합! 39전사 (총집편) (勢揃い!三十九戦士)          | 1998년 12월 23일 | 미방송          |
| 40화 | 우주 해적의 복수 (宇宙海賊の復讐)                  | 1999년 1월 6일   | 미방송          |
| 41화 | 네메시스 돌입 (ネメシスへの突入)                   | 1999년 1월 13일  | 미방송          |
| 42화 | 전설! 녹색의 전사 (伝説!緑の戦士)                  | 1999년 1월 20일  | 미방송          |
| 43화 | 안녕! 라이오 콘보이 (さらば!ライオコンボイ)        | 1999년 1월 27일  | 미방송          |

## 주제가

### 일본
- 1부 오프닝

- Get my future

- 2부 오프닝

- Super voyager

- 엔딩

- 꿈이 있는 곳

### 한국
- 오프닝

- 주제가 작곡 : 작은별
- 노래 : 한진형, 김정인

- 엔딩

- 주제가 작곡 : 작은별
- 노래 : 한진형, 김정인